# Chalcatongo de Hidalgo
Chalcatongo de Hidalgo è un comune del Messico, situato nello stato di Oaxaca.